# 上之山町
上之山町（うえのやまちょう）は、愛知県瀬戸市山口連区の町名。現行行政地名は上之山町1丁目から3丁目。

## 地理
- 瀬戸市の南端に位置する[8]。西を南山口町、北を掛下町・大坪町、東を宮地町・吉野町、南を豊田市八草町と隣接している。
- 町の中央部に国道が通り、その東側が2丁目、西側が1・3丁目である[8]。
- 1丁目には、市営山口住宅や同南山住宅、社宅がある[8]。市営山口住宅は、1955・56年（昭和30・31年）に建設され、当時は全26戸。同南山住宅は、1957・58年（昭和32・33年）に建設され、当時は全21戸だった[9]。両住宅ともに建物の老朽化に伴い2005年（平成17年）より募集は停止されている[10]。2016年（平成28年）ごろより、退去済みの住宅から順に取り壊しが行われており[11]、2020年（令和2年）4月1日時点の状況は、山口住宅が全18戸中9戸が利用、南山住宅が全15戸中8戸が利用されている[12]。
- 2丁目では、愛知県住宅供給公社による住宅団地造成事業が行われた。造成地の南部分は愛知万博瀬戸会場の一端を担った[13]。
- 3丁目は丘陵地であるが、一部は整地されて住宅が建設されている[8]。

### 河川
- 薬師川（矢田川支流）[8] ： 町の中央部を国道に沿うように北流している。

- 薬師川（上之山町内）

### 学区
市立小・中学校に通う場合、学区は以下の通りとなる。また、公立高等学校普通科に通う場合の学区は以下の通りとなる。
| 番・番地等 | 小学校               | 中学校             | 高等学校 |
| ---------- | -------------------- | ------------------ | -------- |
| 全域       | 瀬戸市立幡山東小学校 | 瀬戸市立幡山中学校 | 尾張学区 |

## 歴史

### 町名の由来
現在の愛知工業大学の南側に旧道があった。この八草を越える峠は山上峠と言われていたが、いつの頃からか上ノ山と呼ばれるようになり、町名設定の際に上之山町となった。

### 沿革
- 1981年（昭和56年）3月31日 - 瀬戸市大字山口字大坪・南山の各一部[注釈 2]により、同市上之山町として成立[2]。
- 1984年（昭和59年）5月1日 - 1丁目と2丁目の間で境界変更を行う[17]。

## 世帯数と人口
2024年（令和6年）2月1日現在の世帯数と人口は以下の通りである。
| 町丁・丁目    | 世帯数  | 人口    |
| ------------- | ------- | ------- |
| 上之山町1丁目 | 53世帯  | 115人   |
| 上之山町2丁目 | 485世帯 | 1,383人 |
| 上之山町3丁目 | 260世帯 | 405人   |
| 計            | 798世帯 | 1,903人 |

### 人口の変遷
国勢調査による人口の推移
| 1995年（平成7年）  | 1,517人 | [ 18 ] |  |
| 2000年（平成12年） | 1,546人 | [ 19 ] |  |
| 2005年（平成17年） | 1,475人 | [ 20 ] |  |
| 2010年（平成22年） | 1,361人 | [ 21 ] |  |
| 2015年（平成27年） | 1,365人 | [ 22 ] |  |
| 2020年（令和2年）  | 1,828人 | [ 23 ] |  |

### 世帯数の変遷
国勢調査による世帯数の推移。
| 1995年（平成7年）  | 702世帯 | [ 18 ] |  |
| 2000年（平成12年） | 733世帯 | [ 19 ] |  |
| 2005年（平成17年） | 740世帯 | [ 20 ] |  |
| 2010年（平成22年） | 708世帯 | [ 21 ] |  |
| 2015年（平成27年） | 718世帯 | [ 22 ] |  |
| 2020年（令和2年）  | 849世帯 | [ 23 ] |  |

## 交通

### 鉄道
愛知環状鉄道・愛知環状鉄道線 ： 町の東部を南北に走っている。最寄り駅は八草駅・山口駅。

### バス
瀬戸市コミュニティバス「上之山線」
- 瀬戸駅前 - 山口駅 - サンヒル上之山 - 八草駅 系統 ： 上之山町2丁目バス停・愛・パークバス停・上之山町バス停[注釈 4]

- 上之山町2丁目バス停
- 愛・パークバス停
- 上之山町バス停

### 道路
国道155号・国道248号（重複区間） ： 町の中央部を南北に通っている。
- 国道155号・248号標識（上之山町内）

## 施設
- 富士浅間神社 ： 元は掛下の神明社の末社[24]。子授けの神としても信仰され、大祭は4月第4日曜日にある[24]。
- 旧・労災リハビリテーション愛知作業所[8] ： 労働災害により重度の障害を受けた人に対して、社会復帰に必要な生活、健康、作業などの管理を行い、自立更生を援助し、社会復帰の促進を図るための施設だったが、2013年（平成25年）で廃止された[25]。当時は独立行政法人労働者健康福祉機構が所有しており[25]、一般外来は行っていなかったが整形外科をもつ診療所が併設されていた[26]。
  - 愛知リハアクセル自動車学校 ： 上記作業所に隣接していた自動車学校[27]。作業所閉鎖後もその施設の一部を利用し単独で存続したが間もなくして閉鎖。2019年以降、用地の一部が現・SORAヒルズ上之山の用地に転用された[28]。
- 南山口児童遊園 ： 2丁目の北部にある公園。すべり台・ジャングルジムがあり、敷地内に山口南憩いの家もある。
- 瀬戸万博記念公園（愛・パーク） ： 愛知万博瀬戸会場の跡地に整備された公園。天水皿nを中心に、プレイルームや遊具、芝生広場などがある。
- あじさい公園 ： 2丁目の東部にある公園。現在は、瀬戸万博記念公園の一部になっている。
- こぶし公園 ： 2丁目の中央部にある公園。ブランコ、すべり台、鉄棒がある。
- やまぶき公園 ： 2丁目の南部にある公園。コンビネーション遊具がある。
- 上之山町2丁目ちびっこ広場 ： 2丁目の南部にある小さな公園。スプリング遊具がある。
- 上之山町3丁目ちびっこ広場 ： 3丁目の中央部にある小さな公園。ブランコ、すべり台、鉄棒がある。
- ふれあいの森 ： 2丁目の西部にある宮地古墳群とともに整備された公園。宮地1号噴は前方後円墳、2号噴と3号噴は円噴[29]。1994年（平成5年）に市指定史跡になる[29]。
- 吉田2号噴 ： 6世紀～7世紀初頭に築かれた直径12mの円墳。片袖式の竪穴系横口式石室[30]。元は西南西向きだったが、180m南西に南向きにして移築[30]。

- 富士浅間神社
- 旧・労災リハビリテーション愛知作業所[注釈 5]
- 南山口児童遊園
- 瀬戸万博記念公園（愛・パーク）
- あじさい公園
- こぶし公園
- やまぶき公園
- 上之山町2丁目ちびっこ広場
- 上之山町3丁目ちびっこ広場
- ふれあいの森
- 宮地1号噴
- 宮地2号噴
- 宮地3号噴
- 吉田2号噴

## その他

### 日本郵便
- 郵便番号 : 489-0964[6]（集配局：瀬戸郵便局[32]）。